# Брайан, Ричард
Ричард Брайан (англ. Richard Bryan; род. 16 июля 1937, Вашингтон) — американский государственный и политический деятель.

## Биография
Родился в Вашингтоне, окончил Невадский университет в Рино в 1959 году. Получил степень доктора юридических наук в юридическом колледже Калифорнийского университета. В 1963 году был принят в Коллегию адвокатов Невады и работал государственным защитником в округе Кларк.
С 1972 по 1978 год был членом Сената Невады. В 1979 году стал генеральным прокурором Невады и занимал эту должность до 1983 года. В 1982 году бросил вызов действующему губернатору-республиканцу Невады Роберту Листу, который баллотировался на переизбрание. Одержал победу и вступил в должность губернатора в январе 1983 года. Переизбрался в 1986 году, победив казначея штата Невада Патрисию Кафферату.
К 1987 году несколько известных политиков, в том числе Гарри Рид и Алан Крэнстон, поддержали кандидатуру Ричарда Брайана баллотироваться в Сенат США. Вскоре после этого выдвинул свою кандидатуру на выборах в Сенат США в 1988 году и одержал победу над сенатором-республиканцем Чика Хехта. 3 января 1989 года был приведен к присяге созыва 101-го Конгресса. Во время пребывания в Сенате работал в комитетах по финансам, банковскому делу, разведке и торговле.
Являлся противником Поиска внеземного разума (SETI), заявляя, что: «На сегодняшний день были потрачены миллионы и не поймали ни одного маленького зеленого человечка. Ни один марсианин не сказал, отведите меня к вашему лидеру, и ни одна летающая тарелка не подала заявку на одобрение FAA». Внёс поправку в бюджет 1994 года, которая обеспечила прекращение попыток НАСА по SETI. В 1994 году баллотировался на переизбрание в Сенат США, победив претендента-республиканца Хэла Фурмана.
Также сосредоточился на предотвращении использования Юкка-Маунтина в качестве места хранения радиоактивных отходов. Хотя хранилище радиоактивных отходов в Юкка-Маунтин будет построено во время пребывания Ричарда Брайана в Сенате, его противодействие отсрочило начало фактического захоронения. Он выступал против захоронения радиоактивных отходов до выхода на пенсию, прежде чем эти планы были окончательно прекращены президентом Бараком Обамой.
В 2000 году решил не баллотироваться на третий срок в Сенат США.